# Centro Nacional de Adiestramiento de Chinchilla
El Centro Nacional de Adiestramiento de Chinchilla (CENAD Chinchilla) o Centro Nacional de Adiestramiento Chinchilla de Albacete es un centro de formación militar del Ejército de Tierra de España situado al este de la ciudad española de Albacete, dentro del colindante término municipal de Chinchilla de Montearagón.
Es uno de los dos centros nacionales de adiestramiento de España junto con el Centro Nacional de Adiestramiento San Gregorio de Zaragoza (CENAD San Gregorio).

## Historia
El origen del Centro Nacional de Adiestramiento de Chinchilla se sitúa en el Campo de Maniobras creado en la zona por el Ejército de Tierra español a mediados del siglo XX, al que se sumó posteriormente el Campo de Tiro, siendo éstos sus antecedentes más directos.
En 2014 pasaron por sus instalaciones más de 10 000 militares y miembros de las Fuerzas y Cuerpos de Seguridad del Estado.
En 2015 fue, junto con la Base Aérea de Los Llanos, uno de los escenarios principales del macroejercicio de la OTAN Trident Juncture 15.

## Situación

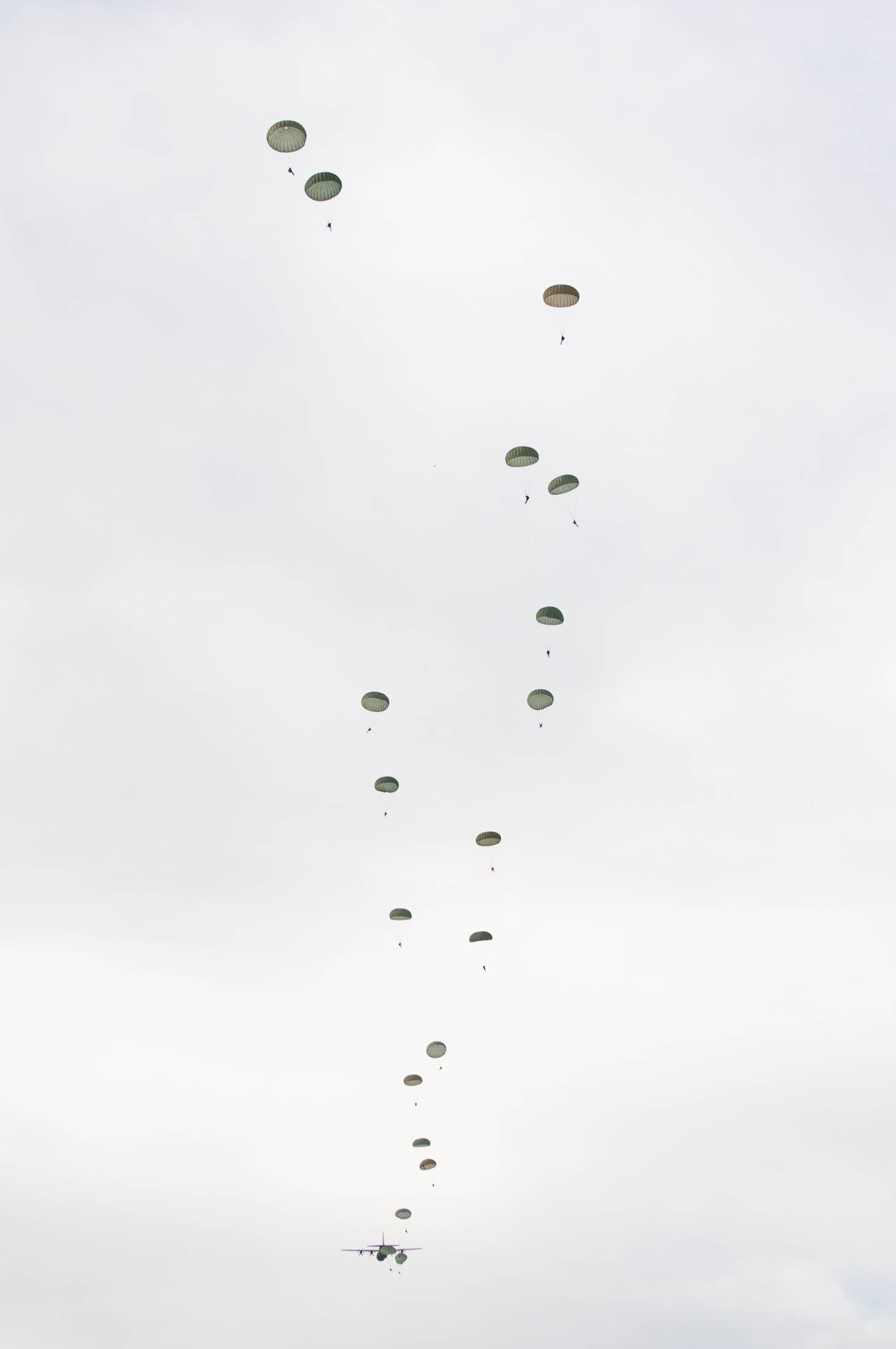
Paracaidistas belgas saltando con éxito en una operación aerotransportada en el CENAD Chinchilla

El CENAD ocupa una superficie total de 23 190 hectáreas al este de la ciudad española de Albacete, a la que está vinculado, entre los términos municipales de Chinchilla de Montearagón, Alatoz, Alpera, Higueruela, Casas de Juan Núñez, Hoya Gonzalo y Pozo Lorente.

## Instalaciones
El centro comprende un complejo conjunto de instalaciones y medios de simulación como el campamento básico, el polvorín, el centro de tiro militar, el campo de maniobras, la zona de vida, el aparcamiento de vehículos pesados, viales, el centro de carburantes, la zona de caída de proyectiles, el polígono de combate en zona urbanizada o el polígono de tiro de precisión, entre muchas otras, con el fin de apoyar a las unidades de la fuerza.

## Formación

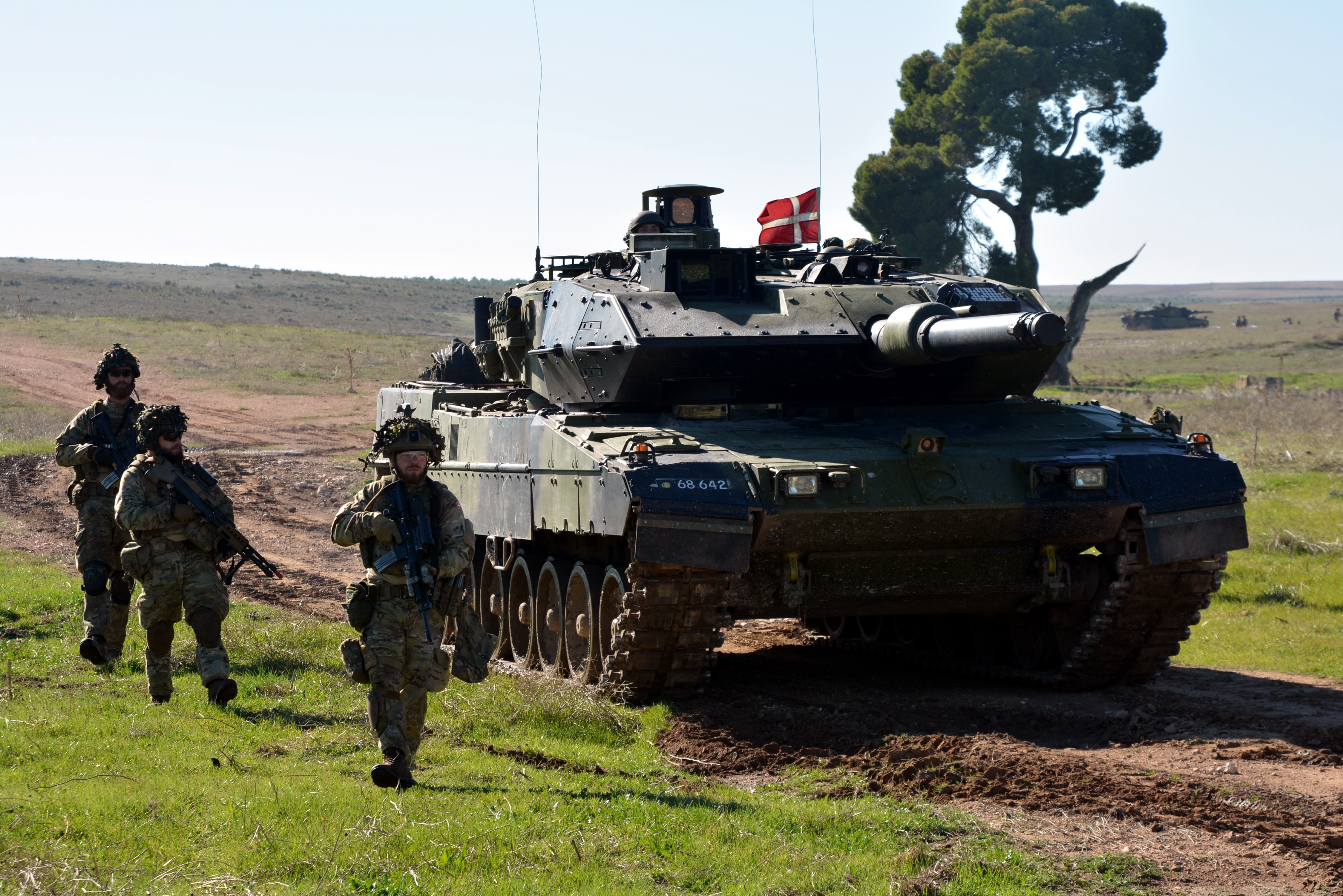
Soldados daneses patrullando con un tanque Leopard en el Centro Nacional de Adiestramiento de Chinchilla

El CENAD sirve de formación a militares de los tres ejércitos de España así como a personal de las Fuerzas y Cuerpos de Seguridad del Estado como la Guardia Civil, el Cuerpo Nacional de Policía o la Unidad Militar de Emergencias... 
Entre las actividades formativas que se realizan en el centro se encuentran prácticas de tiro, maniobras con explosivos, lanzamiento de granadas de mano, prácticas de movilidad y combate sin fuego real, ejercicios tácticos de movimiento y fuego real, ejercicios de instrucción y adiestramiento, prácticas de tiro de precisión o prácticas de sostenimiento y apoyo logístico en campaña. Además, en su seno se desarrollan numerosos cursos teóricos.